# Fonda (New York)
Fonda ist ein Dorf und Verwaltungssitz des  Montgomery County im US-Bundesstaat New York. Die Stadt wurde nach einem der ersten Siedler, dem Niederländer Douw Fonda benannt.

## Geographie
Das Dorf liegt im Osten des Staates New York am nördlichen Ufer des Mohawk River gegenüber der Stadt  Fultonville  und ca.  10 km westlich der Stadt Amsterdam. Durch den Ort führen die New York State Routes 5, 30A und 334.

## Geschichte
Die Region ist das ehemalige Stammesgebiet der Mohawk. Im Osten des heutigen Fonda befand sich das Dorf „Caughnawaga“, in dem unter anderem Kateri Tekakwitha lebte (die erste Indianerin, die heiliggesprochen wurde). Nach einem Angriff der Franzosen auf das Dorf kam es zur Vertreibung der Mohawk nach Norden an den Sankt-Lorenz-Strom, die dort Kahnawake gründeten.
Als offizielles Gründungsdatum des Ortes an der Stelle von Caughnawaga durch europäische Siedler (meist Deutsche und Engländer) gilt das Jahr 1751. Sie benannten Fonda nach Jellis Douw Fonda, einem niederländischen Siedler, der während eines indianischen Angriffs 1659 skalpiert wurde. (Douw Fonda ist ein Vorfahre der Schauspielerfamilie Fonda.)
Nach der Eröffnung des Eriekanals im Jahre 1825 und der Bahnverbindung 1835 in den Osten des Staates New York nach Schenectady und von da bis zur New York Central Station begann der wirtschaftliche Aufschwung von Fonda. Es wurde ein Zentrum der Landwirtschaft (vor allem der Käseherstellung). Die erste Agrarmesse der „Montgomery County Agricultural Society“ fand in Fonda 1841 statt und wird seitdem jedes Jahr veranstaltet.